# Olympische Winterspiele 1992/Teilnehmer (Frankreich)
| Gelbes Symbol für Goldmedaillen mit stilisierten Olympischen Ringen | Graues Symbol für Silbermedaillen mit stilisierten Olympischen Ringen | Braundes Symbol für Bronzemedaillen mit stilisierten Olympischen Ringen |
| ------------------------------------------------------------------- | --------------------------------------------------------------------- | ----------------------------------------------------------------------- |
| 3                                                                   | 5                                                                     | 1                                                                       |

Frankreich nahm an den Olympischen Winterspielen 1992 in Albertville mit 109 Athleten teil, davon 79 Herren und 30 Frauen.

## Flaggenträger
Der Nordische Kombinierer Fabrice Guy trug die Flagge Frankreichs während der Eröffnungsfeier im Parc Olympique.

## Teilnehmer nach Sportarten

### Biathlon
- Patrice Bailly-Salins
10 km Sprint: 30. Platz
20 km Einzel: 22. Platz
- Xavier Blond
10 km Sprint: 45. Platz
4 × 7,5 km Staffel: 6. Platz
- Anne Briand-Bouthiaux
7,5 km Sprint: 7. Platz
15 km Einzel: 19. Platz
3 × 7,5 km Staffel: Goldmedaille
- Véronique Claudel
7,5 km Sprint: 24. Platz
15 km Einzel: 4. Platz
3 × 7,5 km Staffel: Goldmedaille
- Christian Dumont
10 km Sprint: 42. Platz
20 km Einzel: 13. Platz
4 × 7,5 km Staffel: 6. Platz
- Hervé Flandin
10 km Sprint: 10. Platz
4 × 7,5 km Staffel: 6. Platz
- Thierry Gerbier
20 km Einzel: 39. Platz
4 × 7,5 km Staffel: 6. Platz
- Delphyne Heymann-Burlet
7,5 km Sprint: 9. Platz
15 km Einzel: 6. Platz
- Corinne Niogret
7,5 km Sprint: 17. Platz
15 km Einzel: 7. Platz
3 × 7,5 km Staffel: Goldmedaille
- Lionel Laurent
20 km Einzel: 47. Platz

### Bob

#### Zweierbob
- Claude Dasse
- Christophe Flacher
14. Platz
- Gabriel Fourmigué
- Philippe Tanchon
17. Platz

#### Viererbob
- Claude Dasse
- Christophe Flacher
- Gabriel Fourmigué
- Thierry Tribondeau
8. Platz
- Dominique Klinnik
- Bruno Mingeon
- Stéphane Poirot
- Didier Stil
18. Platz

### Eishockey
Herren, 8. Platz:
- Peter Almásy
- Michaël Babin
- Stéphane Barin
- Stéphane Botteri
- Philippe Bozon
- Arnaud Briand
- Yves Crettenand
- Jean-Marc Djian
- Patrick Dunn
- Gérald Guennelon
- Benoît Laporte
- Michel Leblanc
- Jean-Philippe Lemoine
- Pascal Margerit
- Denis Perez
- Serge Poudrier
- Christian Pouget
- Pierre Pousse
- Antoine Richer
- Bruno Saunier
- Christophe Ville
- Petri Ylönen

### Eiskunstlauf
- Surya Bonaly
Einzel, Damen: 5. Platz
- Isabelle Duchesnay / Paul Duchesnay
Eistanz: Silbermedaille
- Lyne Haddad / Sylvain Privé
Paartanz: 16. Platz
- Laetitia Hubert
Einzel, Damen: 12. Platz
- Pascal Lavanchy / Sophie Moniotte
Eistanz: 9. Platz
- Éric Millot
Einzel, Herren: 15. Platz
- Nicolas Petorin
Einzel, Herren: 14. Platz
- Frédéric Palluél / Dominique Yvon
Eistanz: 8. Platz

### Eisschnelllauf
- Thierry Lamberton
Herren, 1000 Meter: 44. Platz
Herren, 1500 Meter: 41. Platz
Herren, 5000 Meter: 35. Platz

### Freestyle

#### Buckelpiste
- Ollivier Allamand
Herren: Silbermedaille
- Éric Berthon
Herren: 4. Platz
- Candice Gilg
Damen: 24. Platz
- Youri Gilg
Herren: 9. Platz
- Edgar Grospiron
Herren: Goldmedaille
- Raphaëlle Monod
Damen: 8. Platz

### Rodeln
- Frédéric Bertrand
Herren, Einzel: 32. Platz
Herren, Zweier: 19. Platz
- Yves Boyer
Herren, Einzel: 28. Platz
Herren, Zweier: 19. Platz
- Olivier Fraise
Herren, Einzel: 22. Platz

### Shorttrack
Damen:
- Valérie Barizza
3000 m Staffel: 5. Platz
- Sandrine Daudet
3000 m Staffel: 5. Platz
- Murielle Leyssieux
3000 m Staffel: 5. Platz
- Karine Rubini
500 m: 22. Platz
3000 m Staffel: 5. Platz

Herren:
- Marc Bella
1000 m: 18. Platz
5000 m Staffel: 5. Platz
- Arnaud Drouet
5000 m Staffel: 5. Platz
- Rémi Ingres
5000 m Staffel: 5. Platz
- Claude Nicouleau
5000 m Staffel: 5. Platz

### Ski alpin
- Luc Alphand
Abfahrt, Herren: 12. Platz
Super-G, Herren: 16. Platz
- Patrice Bianchi
Herren, Slalom: DNF
- Régine Cavagnoud
Abfahrt, Damen: 17. Platz
Super-G, Damen: 26. Platz
Alpine Kombination, Damen: 10. Platz
- Patricia Chauvet-Blanc
Slalom, Damen: 6. Platz
- Cathy Chedal
Abfahrt, Damen: 22. Platz
Super-G, Damen: 22. Platz
Riesenslalom, Damen: disqualifiziert
- Jean-Luc Crétier
Super-G, Herren: 24. Platz
Alpine Kombination, Herren: 4. Platz
- Adrien Duvillard
Abfahrt, Herren: DNF
Alpine Kombination, Herren: disqualifiziert
- Stéphane Exartier
Slalom, Herren: 13. Platz
Riesenslalom, Herren: 30. Platz
- Alain Feutrier
Slalom, Herren: DNF
Riesenslalom, Herren: 19. Platz
- Béatrice Filliol
Super-G, Damen: DNF
Alpine Kombination, Damen: DNF
- Marie-Pierre Gatel
Abfahrt, Damen: 23. Platz
- Christelle Guignard
Slalom, Damen: 14. Platz
Riesenslalom, Damen: DNF
- Sophie Lefranc-Duvillard
Riesenslalom, Damen : 19. Platz
- Florence Masnada
Slalom, Damen: DNF
Super-G, Damen: 19. Platz
Alpine Kombination, Damen: Bronzemedaille
- Carole Merle
Abfahrt, Damen: 13. Platz
Super-G, Damen: Silbermedaille
Riesenslalom, Damen: 6. Platz
- Franck Piccard
Abfahrt, Herren: Silbermedaille
Super-G, Herren: DNF
Riesenslalom, Herren: 18. Platz
- Denis Rey
Abfahrt, Herren: 27. Platz
Alpine Kombination, Herren: disqualifiziert
- Armand Schiele
Super-G, Herren: DNF
- François Simond
Slalom, Herren: 12. Platz

### Ski nordisch

#### Langlauf
- Stéphane Azambre
10 km klassisch: 43. Platz
25 km Verfolgung: 38. Platz
50 km klassisch: 26. Platz
4 × 10 km Staffel: 8. Platz
- Guy Balland
30 km klassisch: 37. Platz
50 km klassisch: 14. Platz
- Hervé Balland
50 km klassisch: 5. Platz
4 × 10 km Staffel: 8. Platz
- Sylvie Giry-Rousset
5 km klassisch: 45. Platz
15 km klassisch: 28. Platz
15 km Verfolgung: 32. Platz
30 km klassisch: 29. Platz
4 × 5 km Staffel: 5. Platz
- Isabelle Mancini
5 km klassisch: 22. Platz
15 km Verfolgung: 9. Platz
30 km klassisch: 21. Platz
4 × 5 km Staffel: 5. Platz
- Patrick Rémy
10 km klassisch: 36. Platz
25 km Verfolgung: 20. Platz
30 km klassisch: 22. Platz
4 × 10 km Staffel: 8. Platz
- Philippe Sanchez
10 km klassisch: 51. Platz
25 km Verfolgung: 30. Platz
4 × 10 km Staffel: 8. Platz
- Carole Stanisière
15 km klassisch: 32. Platz
4 × 5 km Staffel: 5. Platz
- Cédric Vallet
10 km klassisch: 79. Platz
25 km Verfolgung: 68. Platz
- Sophie Villeneuve
5 km klassisch: 49. Platz
15 km Verfolgung: 31. Platz
30 km klassisch: 18. Platz
4 × 5 km Staffel: 5. Platz
- Marie-Pierre Guilbaud
5 km klassisch: 37. Platz
15 km Verfolgung: 46. Platz
30 km klassisch: DNF

#### Nordische Kombination
- Fabrice Guy
Einzel: Goldmedaille
Mannschaft: 4. Platz
- Sylvain Guillaume
Einzel: Silbermedaille
Mannschaft: 4. Platz
- Xavier Girard
Einzel: 13. Platz
- Francis Reppelin
Einzel: 27. Platz
Mannschaft: 4. Platz

#### Skispringen
- Steve Delaup
Herren, Normalschanze, Einzel: 32. Platz
Herren, Großschanze, Einzel: 6. Platz
Herren, Großschanze, Mannschaft: 10. Platz
- Jérôme Gay
Herren, Normalschanze, Einzel: 43. Platz
Herren, Großschanze, Einzel: 54. Platz
Herren, Großschanze, Mannschaft: 10. Platz
- Nicolas Jean-Prost
Herren, Normalschanze, Einzel: 19. Platz
Herren, Großschanze, Einzel: 51. Platz
Herren, Großschanze, Mannschaft: 10. Platz
- Didier Mollard
Herren, Normalschanze, Einzel: 8. Platz
Herren, Großschanze, Einzel: 40. Platz
Herren, Großschanze, Mannschaft: 10. Platz